# ISO/IEC 7816
ISO/IEC 7816 es un estándar internacional relacionado con las tarjetas de identificación electrónicas, en especial las tarjetas inteligentes, gestionado conjuntamente por la Organización Internacional de Normalización (ISO) y Comisión Electrotécnica Internacional (IEC). Se trata de una extensión de la ISO 7810.
Está editada por el Comité Técnico Conjunto (JTC) 1 / Subcomité (SC) 17 de  tarjetas e identificación personal.

## Partes de la norma
A continuación se describen las diferentes partes de esta norma, las cuales se actualizan cada 5 años:

### 7816-1: Características físicas
Creada en 1987, ha sufrido diversas actualizaciones, siendo la última de 2023.
```
especifica las características físicas de las tarjetas de circuitos integrados con contactos. Se aplica a las tarjetas de identificación del tipo ID-1 de la norma 
ISO
, que puede incluir la grabación en relieve y/o una banda magnética y/o marca de identificación táctil como se especifica en la norma ISO 7811.
```

ISO/IEC 7816-1 se aplica a las tarjetas que tienen una interfaz físico con contactos eléctricos. No obstante, define la naturaleza, número y posición de los circuitos integrados en las tarjetas.

### 7816-2: Dimensiones y ubicación de los contactos

Contactos del '

Creada en 1988, su última actualización es de 2021 y ha sido confirmada en 2013.
ISO/IEC 7816-2 especifica las dimensiones y ubicaciones para cada uno de los contactos de una tarjeta de circuito integrado del tipo de tarjeta de identificación ID-1. También proporciona información sobre la manera de identificar y qué normas definen el uso de los contactos.
ISO/IEC 7816-2 es para ser utilizado en conjunción con la norma ISO/IEC 7816-1.

### 7816-3: Protocolos de interfaz eléctrica y de transmisión
Creada en 1989, su última actualización es de 2006, y ha sido confirmada en 2013.
ISO/IEC 7816-3 especifica las estructuras de tensión y de señal, y el intercambio de información entre una tarjeta de circuito integrado y un dispositivo de interfaz, como un terminal.
También cubre los tipos de señal, niveles de tensión, los valores actuales, la convención de paridad, el procedimiento de operación, mecanismos de transmisión y la comunicación con la tarjeta.
No cubre la información y contenidos de instrucción, tales como la identificación de los emisores y de los usuarios, los servicios y límites, características de seguridad, el diario y las definiciones de instrucciones.

### 7816-4: Organización, la seguridad y los comandos para el intercambio de información
Creada en 1995, su última actualización es de 2013.
ISO/IEC 7816-4 es independiente de la tecnología de la interfaz física (no solo se aplica a tarjetas con contactos). Se aplica a las tarjetas de contactos, de proximidad, radiofrecuencia...
El sistema de ficheros descrito en este apartado del estándar es jerárquico como en la mayoría de los sistemas operativos modernos. Los archivos se nombran por un identificador de archivo de dos bytes. 
Las tarjetas inteligentes contienen 3 tipos principales de archivos: 
- Archivo Principal (MF) : es la raíz de la jerarquía. Se identifica por 3F 00 y contiene la información y la lista de los archivos contenidos dentro de ella.

- Archivo Dedicado (DF) : son como directorios en las tarjetas inteligentes, subdividen las tarjetas para sostener archivos llamados Elementary Files (EF). Normalmente contienen los datos relativos a una aplicación.

- Archivo Elemental (EF) : en los que se almacenan los datos realmente. Pueden ser de cuatro tipos:
  - Archivo transparente o binario: sin estructura interna, son solo almacenes de bytes con un tamaño máximo. Los datos se pueden direccionar con un offset.
  - Archivo lineal de registros de longitud variable : archivos con una estructura prefijada consistente en una lista de registros individualmente identificables donde cada uno puede tener una longitud variable (el tamaño se fija en el momento en el que se crea). Los registros son direccionados según el orden de su creación y su número no se puede modificar ya posteriormente.
  - Archivo lineal de registros de longitud fija : archivos con una estructura prefijada consistente en una lista de registros individualmente identificables con una longitud fija cada registro. Los registros son direccionados según el orden de su creación y su número no se puede modificar ya posteriormente.
  - Archivo cíclico de registros : archivos con una estructura prefijada consistente en un 'anillo' (lista enlazada circular) de registros individualmente identificables cada uno con un ancho fijo. Los registros son direccionados en orden inverso a su creación/modificación.

### 7816-5: Registro de la solicitud de los proveedores
Creada en 1995, su última actualización es de 2004, y ha sido confirmada en 2013.
ISO/IEC 7816-5 define cómo usar un identificador de aplicación para determinar la presencia y/o realizar la recuperación de una aplicación en una tarjeta.

### 7816-6: Interoperabilidad en los elementos de datos para el intercambio
Creada en 1996, su última actualización es de 2004, y ha sido confirmada en 2009.
ISO/IEC 7816-6 especifica los elementos de datos utilizados para el intercambio basado en las tarjetas de circuito integrado, con contactos y sin contactos. Se da el identificador, el nombre, la descripción, el formato, la codificación y el diseño de cada elemento de datos y define los medios de recuperación de éstos desde la tarjeta.

### 7816-7: Interoperabilidad en los comandos de la tarjeta (SCQL)
Creada en 1999, ha sido confirmada por última vez en 2013.

### 7816-8: Comandos para operaciones de seguridad
Creada en 1995, su última actualización es de 2004, y ha sido confirmada en 2009.
ISO/IEC 7816-8 especifica los comandos de las tarjetas (ya sea con o sin contactos) que pueden utilizarse para operaciones criptográficas. Estos comandos son complementarios, y sobre la base de los comandos enumerados en la norma ISO/IEC 7816-4.
La elección y condiciones de utilización de los mecanismos criptográficos pueden afectar a la posibilidad de exportar la tarjeta (debido a las restricciones impuestas en algunos países). La evaluación de la idoneidad de los algoritmos y protocolos está fuera del alcance de la norma ISO/IEC 7816-8.

### 7816-9: Comandos para la gestión de la tarjeta
Creada en 1995, su última actualización es de 2004, y ha sido confirmada en 2009.
ISO/IEC 7816-9 especifica los comandos de las tarjetas (con contactos y sin contactos) para la gestión de ficheros, por ejemplo la creación y borrado de ficheros. Estos comandos abarcan todo el ciclo de vida de la tarjeta y, por consiguiente, algunos comandos pueden ser usados antes de que la tarjeta ha sido expedida a su titular o después de que ésta haya caducado.

### 7816-10: Señales electrónicas para operación síncrona
Creada en 1999, ha sido confirmada por última vez en 2013.

### 7816-11: Verificación de la identidad personal a través de métodos biométricos
Creada en el año 2004, ha sido confirmada por última vez en 2013.
ISO/IEC 7816-11 especifica el uso de los comandos y de los datos relacionados con la verificación de la identidad de una persona a través de los métodos biométricos en las tarjetas de circuito integrado. Los comandos utilizados se definen en la norma ISO/IEC 7816-4. Los datos se definen parcialmente en esta norma y en parte importados de la norma ISO/IEC 19785-1.

### 7816-12 Tarjetas con contactos. Interfaz eléctrica USB y procedimientos operativos
Creada en el año 2005, ha sido confirmada por última vez en 2013.
ISO/IEC 7816-12 especifica las condiciones de funcionamiento de una tarjeta de circuito integrado a través de una interfaz USB. Una tarjeta de circuito integrado con una interfaz USB se llama USB-CPI.
ISO/IEC 7816-12 proporciona dos protocolos para controlar las transferencias. Se trata de soportar el protocolo T=0 (versión A) o utilizar la transferencia de APDU (versión B). ISO/IEC 7816-12 proporciona los diagramas de estado para la interfaz USB-ICC para cada una de las transferencias (transferencias a granel, el control de las transferencias versión A y versión B). 

### 7816-13: Comandos de administración de aplicaciones en entornos multi-aplicación
Creada en el año 2007, ha sido confirmada por última vez en 2012.
ISO/IEC 7816-13 especifica comandos para la administración de aplicaciones en un entorno multi-aplicación. Estos comandos cubren todo el ciclo de vida de aplicaciones en una tarjeta de circuito integrado de aplicaciones múltiples, y los comandos se pueden utilizar antes y después de que la tarjeta se entregue al titular. ISO/IEC 7816-13 no cubre la aplicación en la tarjeta y/o el mundo exterior.

### 7816-15: Aplicación de información criptográfica
Creada en el año 2004, ha sido confirmada por última vez en 2013.
ISO/IEC 7816-15 especifica una aplicación que contiene información sobre la funcionalidad criptográfica. Por otra parte, ISO/IEC 7816-15 define una sintaxis común (en ASN.1) y el formato de codificación de la información y los mecanismos para compartir esta información cuando sea apropiado.
ISO/IEC 7816-15 es compatible con las siguientes capacidades:
- Almacenamiento de múltiples instancias de información criptográfica en una tarjeta;
- Uso de la información criptográfica;
- Recuperación de la información criptográfica;
- Referencias cruzadas de la información criptográfica con denominaciones definidas en la norma ISO/IEC 7816 cuando proceda;
- Diferentes mecanismos de autenticación;
- Múltiples algoritmos criptográficos.